# Lviv oblast
Lviv oblast (ukrainsk: Львівська область, tr. Lvivska oblast) er en af Ukraines 24 oblaster beliggende i den vestlige del af landet. Oblasten har et areal på 21.833 km2
og et indbyggertal på 2.478.133 (2022) indbyggere. I vest grænser Lviv oblast til Polen, ellers kun til andre områder i Ukraine.
Oblasten indeholder en del af det historiske landskab Galicien, blandt andet landsbyerne Pisotjne (Пісочне), Mativ (Матів), Zalyzjnja (Залижня), Bodjatsjiv (Бодячів), Sjpykolosy (Шпиколоси), Knjazje (Княже), og Fusiv (Фусів) frem til opløsningen af Galicien i 1918.
Det administrative center er Lviv (729.000(2015)). Andre større byer er Drohobytj (76.900(2015)), Tjervonohrad (76.900(2015)), Stryj (59.800(2015)) og Sambir (34.900(2015)). Gennem oblasten forløber de store transportforbindelser fra Ukraine til Slovakiet, Østrig og Sydeuropa.
Lviv oblast har statsgrænse til Polen (voivodskaberne Lublin og Nedrekarpaterne) mod vest og grænser op til Volyn og Rivne oblast mod nord, Ternopil oblast mod øst, Ivano-Frankivsk og Zakarpatska oblast mod sydøst og syd.

## Geografi
Terrænet i Lviv Oblast er meget varieret. Den sydlige del er optaget af bjergkæderne Skovkarpaterne, og Beskiderne der løber parallelt med hinanden fra nordvest til sydøst og er dækket af nåletræer skove som en del af de østlige Karpaterne; det højeste punkt er Pikuy (1408 m). Nord herfra ligger den brede øvre Dnestr-floddal og den meget mindre øvre del af dalen til floden San. Disse floder har flade bunde dækket af alluviale aflejringer og er modtagelige for oversvømmelserer. Mellem disse dale og Beskiderne ligger det prækarpatiske højland, der er dækket af løvskov, med velkendte mineralbad kursteder (se Truskavets, Morshyn). Det er også området for en af de tidligste industrielle udvinding af olie og gasudvinding. Disse forekomster er næsten udtømt nu.
I den centrale del af regionen ligger Roztocze, Opillia og en del af Podoliens højland. Her blev der i sovjettiden udvundet rige svovlaflejringer. Roztocze er tæt bevokset, mens Opillia og Podolien (der er dækket af løss, hvorpå der udvikles frugtbare jorde) er tæt befolket og for det meste dækket af agerjord. I den centrale-nordlige del af regionen ligger lavlandet Lille Polesien, der er geografisk isoleret fra resten af Polesien, men med lignende terræn og landskaber (flade sletter med sandede fluvioglaciale aflejringer og fyrreskove). Den yderste nordlige del af regionen ligger på Volhyniens højland, som også er dækket af løss; der udvindes minedrift i dette område.

## Administrativ inddeling
Der er 1928 bymæssige og landlige bebyggelser, der indtil 2020 var fordelt på 20 rajoner (distrikter) i Lviv oblast.
Den 18. juli 2020 blev antallet af distrikter reduceret til syv. Disse er:
1. Tjervonohrad (Червоноградський район), centrum ligger i byen Tjervonohrad;
2. Drohobytj (Дрогобицький район), centrum ligger i byen Drohobytj;
3. Lviv (Львівський район), centrum er i byen Lviv;
4. Sambirskyj (Самбірський район), centrum ligger i byen Sambir;
5. Stryi (Стрийський район), centrum ligger i byen Stryj;
6. Javoriv (Яворівський район), centrum ligger i byen Javoriv;
7. Zolotjiv (Золочівський район), centrum ligger i byen Zolotjiv.

## Galleri
- Treenighedskirke af træ i Zhovkva
- Slottet i Zhovkva
- Villa i Drohobych
- Svirzh Slot
- Det tidligere skattekontor i Sambir